# 情剑
情剑，原名为《浣花洗剑录电影版》，是谢霆锋和钟欣桐主演并在2015年上映的武侠电影。该电影是由2007年播出的古装电视剧《浣花洗剑录》剪切而成。

## 主演
- 谢霆锋 饰 呼延大藏 (原型為白衣人)
- 锺欣潼 饰 珠儿
- 伊能静 饰 脱尘郡主
- 谭耀文 饰 紫衣侯
- 乔振宇 饰 方宝玉
- 杨　蕊 饰 奔月
- 赵鸿飞 饰 木郎神君
- 周　莉 饰 白艳烛（白水圣母；大藏、方寶玉的母親）
- 计春华 饰 白三空
- 徐向东 饰 王巅
- 方青卓 饰 慧觉师太
- 邵　兵 饰 霍飞腾（大藏的父亲）

## 发展
该电影曾向广电局申请备案，并于2007年与电视剧一同套拍而成，但由于主演锺欣潼受到艳照门的影响，电影没有通过审查。2012年，电影更名为《情剑》，再次送审并通过。

## 争议
该电影上映后，并引发争议。有网友发现，该电影不仅与电视剧《浣花洗剑录》剧情一致，影片的海报也是按照电视剧的剧照再加工而成，电影上映后主演乔振宇也不知情。电影出品方之一的北京宇际星海传媒有限公司工作人员吉祥承认，电影《情剑》的确曾是电视剧《浣花洗剑录》的电影版。电影和电视剧于2007年一同套拍而成，所以镜头、情节上有重合。片方解析因电视剧版本于2008年于中国卫视上星播出，但主演锺欣潼影响后在中国被禁播，只能于中国地方台首播和海外播出，制作公司损失严重，因此改为电影版以弥补损失。
该电影主演乔振宇并不知道情剑上映，事后回应称这是8年前拍的老剧。

## 票房
《情剑》的首日票房仅7万人民币，截至2015年8月13日上午10时，《情剑》票房只有20万元，每天的排片都不到1%。

## 评价
豆瓣电影评分2.5分，超过90%的观众仅给一星差评，指责片方为了捞钱无所不用其极。

## 外部連結
- 香港影庫上《情剑》的資料（繁體中文）
- 豆瓣电影上《情剑》的資料 （简体中文）